# 霍夫曼冰川
83°22′S 167°40′E / 83.367°S 167.667°E
霍夫曼冰川（英語：Hoffman Glacier）是南極洲的冰川，位於沙克爾頓海岸，處於霍蘭山脈地區，最終注入倫諾克斯金冰川，長19公里，現時由南極條約體系管理。

## 外部連結
. . United States Geological Survey.   [2012-06-20].